# Les Bâtisseurs / Larzac 75-77
Pour plus de détails, voir Fiche technique et Distribution.
Les Bâtisseurs / Larzac 75-77 est un documentaire français réalisé par Philippe Haudiquet et sorti en 1978.

## Fiche technique
- Titre : Les Bâtisseurs / Larzac 75-77
- Réalisation : Philippe Haudiquet
- Photographie : Claude Beausoleil, Jean-François Robin et Richard Kuziemski
- Son : Alain Lachassagne et Henri Roux
- Montage : Amélie Cabral
- Production : Copra Films
- Pays d'origine :  France
- Genre : Documentaire
- Durée : 77 minutes
- Date de sortie : France - 1978